# 春日神社 (平塚市)
春日神社（かすがじんじゃ）は、神奈川県平塚市に鎮座する神社である。平塚宿鎮守。

## 祭神
天児屋根命、武甕槌命、経津主命、比売神（ひめのかみ）の春日四神を祀る。

## 由緒
創祀年代等不明。社伝に、もと平塚山黒部宮と称し建久2年（1191年）に源頼朝が馬入川（相模川）の橋供養の祈願所と定め、翌3年8月9日に御台所（政子）の安産祈願に神馬を奉納したという。
明治6年（1873年）7月30日、村社に列し、同41年4月30日、神饌幣帛料供進社に指定された。

## 文化財
拝殿前左右の石製狛犬（獅子）は天保14年（1843年）建立のもので、石工は江戸高砂町河岸の井筒屋千太郎。左側（向かって右側）の阿形像は子獅子に乳を飲ませ、右側（同左側）の吽形像は子獅子を抱く体となっており、変化に富んだその像容は江戸時代後期の特徴を表すと共に市内に現存する狛犬の中でも秀逸なものの1つとなっている。 

## 境内社
- 龍王神社
- 龍宮社
- 稲荷神社
- 天満宮
- 妙義神社
- 疱瘡神社
- 山王神社
- 天神地祇社
- 毘沙門尊天社

## 交通
- JR平塚駅より神奈川中央交通バス国府津駅行き他、柳町バス停より徒歩約5分